# گراهام آتکینسون
گراهام آتکینسون (انگلیسی: Graham Atkinson؛ ۱۷ مهٔ ۱۹۴۳ – ۵ ژانویهٔ ۲۰۱۷) یک ورزشکار اهل بریتانیا بود.
از باشگاه‌هایی که در آن بازی کرده‌است می‌توان به باشگاه فوتبال آکسفورد یونایتد و باشگاه فوتبال استون ویلا اشاره کرد.